# Regiones de Ghana
Las regiones de Ghana son la división administrativa de primer nivel de la República de Ghana. Las regiones son 16 que, a su vez, se dividen en 216 distritos.

## Listado

Mapa de las regiones de Ghana.

| Región           | Capital          | Área (km2) | Población (2021) |
| ---------------- | ---------------- | ---------- | ---------------- |
| Ahafo            | Goaso            | 5,193      | 564,668          |
| Ashanti          | Kumasi           | 24,389     | 5,440,463        |
| Bono             | Sunyani          | 11,107     | 1,208,649        |
| Bono Este        | Techiman         | 23,257     | 1,203,400        |
| Central          | Cape Coast       | 9,826      | 2,859,821        |
| Oriental         | Koforidua        | 19,323     | 2,925,653        |
| Gran Acra        | Acra             | 3,245      | 5,455,692        |
| Septentrional    | Tamale           | 25,448     | 2,310,939        |
| Noreste          | Nalerigu         | 9,074      | 658,946          |
| Oti              | Dambai           | 11,066     | 747,248          |
| Sabana           | Damongo          | 35,862     | 653,266          |
| Superior Este    | Bolgatanga       | 8,842      | 1,301,226        |
| Superior Oeste   | Wa               | 18,476     | 901,502          |
| Volta            | Ho               | 9,504      | 1,659,040        |
| Occidental       | Sekondi-Takoradi | 13,847     | 2,060,585        |
| Occidental Norte | Sefwi Wiawso     | 10,074     | 880,921          |